# Ernst Friedrich von Ockel
Ernst Friedrich (von) Ockel zu Salwitz est un théologien et écrivain luthérien de Courlande (Lettonie), né le 16 novembre 1742 à Mengeringhausen (principauté de Waldeck) et mort à Mitau (Lettonie) le 22 mars 1816.

## Origines familiales
Issu d'une longue lignée d'officiers municipaux, de pasteurs et de prédicateurs allemands de la ville de Halle (Saxe-Anhalt), d'origine aristocratique.

## Biographie
Fils d'un pasteur et maître d'école de Mengeringhausen, il fait ses études à l'Université de Halle. 
Pédagogue réputé, il est chargé vers 1762 de l'éducation du jeune prince Ludwig de Waldeck. 
Nommé en 1767 maître de cour du duché de Courlande, il devient prieur du diocèse de Kandava en 1780, puis premier prédicateur de Mitau (à l'Église de la Trinité) et superintendant du duché de Courlande et Semigalle en 1785. 
Reçu en 1792 docteur en théologie à l'université de Greifswald, il devient président du Consistoire de Courlande en 1806.
Il est marié à une descendante du ministre niortais Louis de La Blachière, Charlotte, née à Hanau.

## Enseignement théologique
Prédicateur et écrivain chrétien et enfant de son siècle, profondément marqué par le rationalisme des Lumières, Ockel s'affirme comme l'un des principaux disciples du maître de Berlin, le Dr Abraham Teller. 
Particulièrement attaché à la relecture et au dépoussiérage de l'enseignement chrétien sur une base rationaliste, il étoffe le système initiatique prôné par son illustre devancier. 

## Œuvres
Écrivain prolifique, il laisse de très nombreux ouvrages de pédagogie, récits et sermons, dont :
- Der Mentor oder die Bildung des Verstandes, Herzens und Geschmacks: nach Grundsätzen und Erfahrung vornehmlich zur Privaterziehung der Jugend vom Stande entworfen von E. F. O, Riga, 1770.
- Betrachtungen über die Wünsche der Menschen, Mitau, 1771.
- Über die Sittlichkeit der Wollust, Mietau et Leipzig, 1772.
- Standrede bey dem Sarge des Freyherrn Karl Philipp von Rönne, Erbherrn der Puhrenschen und mehrerer Güter, Riga, 1778.
- Über die drey Erzieher des Plutarch, Natur, Gewohnheit und Unterricht, (Mitauische Monatsschrift) mai 1784, S.127-73.
- Über die Größe der Welt, in Mitauische Monatsschrift, février 1785, S.91-118.
- Über Geist und Wahrheit der Religion Jesu: Ein Beytrag zur Beförderung des thätigen Christenthums und des wahren Duldungs-Sinnes, Berlin et Stettin, 1785 (réédité à Prague en 1786).
- Rede bei der feyerlichen Einführung als Superintendent in der Dreyeinigkeitskirche zu Mitau gehalten, Mitau, 1786.
- Antrittspredigt von der beseligenden Gotteskraft der Religion Jesu über Joh. VI, 66-67 (in der Dreyeinigkeitskirche zu Mitau), 1786.
- Auch ein Wort zu seiner Zeit, in einem Schreiben an das Hoch- und Wohlehrwürdige Ministerium dieser Herzogthümer, wie auch an alle Christen, Denker und Zweifler, Mitau, 1786.
- Ob und wie fern die Kanzel der schickliche Ort zur Aufklärung sei: Eine nöthige Pastoralfrage, Berlin, 1789.
- Über die wahre und falsche Aufklärung, eine Predigt über Röm. XIII, 11-14 (in der Trinitätskirche zu Mitau gehalten), Mitau, 1790.
- Veränderte alte Kirchengebete der kurländischen Agende, Mitau, 1790.
- Über die Religion der Vollkommnern Anmerkungen und Zusätze zu der Schrift des Herrn Oberconsistorial-Raths Doctor Teller, Berlin, 1794.
- Anleitung zur Weisheit, Tugend und Glückseligkeit für die Jugend nach der reinen Lehre Jesu, Königsberg, 1795 (réédité à Mitau en 1813).
- Palingenesie des Menschen nach Vernunft und Schrift: oder dargestellte Uebereinstimmung dessen, was beide über Unsterblichkeit, Auferstehung und den künftigen Lebenszustand lehren, Königsberg et Mitau, 1795.
- Opfer innigster Liebe und Verehrung geweihet dem vollendeten Geiste des Herrn Starosten u.s.w. S.F. Korff. Erbherrn der Güter Nerft, Schönberg, Brücken u.s.w., Mitau, 1797.
- Ein Wort zu dieser Zeit. In einem Hirtenbriefe an das geistliche Ministerium des kurländischen Gouvernements, Mitau, 1807.
- Todtenopfer geweihet dem vollendeten Geiste des Herrn G. J. v. Bolschwing, Oberhauptmann zu Mitau, Mitau 1808.

## Sources
Die Aufhellungen der neuren Gottesgelehrten in der Schriftlichen Glaubenslehre von 1760 bis 1805, Leipzig, 1807